# تپه قره‌تپه
تپه قره‌تپه مربوط به هزاره اول قم- دوره اشکانیان است و در بناب، منطقه آغاجری واقع شده و این اثر در تاریخ ۲۵ اسفند ۱۳۷۹ با شمارهٔ ثبت ۳۳۱۷ به‌عنوان یکی از آثار ملی ایران به ثبت رسیده است.